# 海邊 (江東區)
海邊（日语：／ Umibe */?）是東京都江東區的地名。郵遞區號為135-0012。

## 地理
位於江東區中央部，屬深川地域。北鄰扇橋，東接南砂，南連千石，西通千田。町域西邊有橫十間川。

### 河川
- 橫十間川
  - 海砂橋

## 歷史
1596年（慶長元年），野口次郎左衛門開始開發海邊新田。野口家作為當地名主，1741年（寬保元年）起更名海邊家。元和期間，小名木川沿岸設置碼頭，海邊大工町等地町屋陸續建造。1891年（明治24年）成立深川海邊町。1968年（昭和43年），實施住居表示，更名海邊。

### 地名由來
此地原為海邊的填埋地而得名，但在不斷的填海造陸下已經不靠海。

## 設施
- 橫十間川親水公園

## 備註
1. ↑  江東区の世帯と人口（住民基本台帳による） 区民部区民課 平成25年8月1日現在[永久]

## 外部連結
- 江東區官方網站 （页面存档备份，存于）